# Die Ollie & Moon Show
Die Ollie & Moon Show (Originaltitel: The Ollie & Moon Show) ist eine französisch-US-amerikanisch-kanadische Zeichentrickserie, die 2017 produziert wurde. Sie wurde entwickelt von Diane Kredensor, Robert Vargas und David Michel.

## Handlung
Die Ollie & Moon Show handelt von zwei sechsjährigen Katzen, Ollie und Moon, die zusammen mit ihrem Reisepartner Stanley, der Schnecke, um die Welt reisen und verschiedene Kulturen kennenlernen.

## Synchronisation
| Rolle   | Deutscher Sprecher |
| ------- | ------------------ |
| Ollie   | Sebastian Fitzner  |
| Moon    | Sarah Alles        |
| Stanley | Tim Sander         |
| Scoot   | Rainer Fritzsche   |

## Produktion und Veröffentlichung
Erstmals wurde die Serie am 27. Mai 2017 auf Universal Kids ausgestrahlt.